# Ankazobe (district)
Ankazobe is een district van Madagaskar in de regio Analamanga. Het district telt 143.592 inwoners (2011) en heeft een oppervlakte van 7.458 km², verdeeld over 12 gemeentes. De hoofdplaats is Ankazobe.